# Château de Raeren
Le château de Raeren (ou  Burg Raeren) est un Wasserburg ( « château fort d'eau ») érigé à Raeren, où est établi un musée de la poterie, lequel grâce à sa collection de grès de Raeren a le statut de patrimoine européen.